# Чолигикикке
Чолигикикке (устар. Чолиги-Кикя) — река в России, протекает в Ямало-Ненецком АО. Устье реки находится в 38 км по правому берегу реки Сякундыкикке. Длина реки составляет 83 км.

## Данные водного реестра
По данным государственного водного реестра России относится к Нижнеобскому бассейновому округу, водохозяйственный участок реки — Пур, речной подбассейн реки — подбассейн отсутствует. Речной бассейн реки — Пур.
Код объекта в государственном водном реестре — 15040000112115300057848.

### Притоки (км от устья)
- 40 км: река без названия (пр)